# فريدريك كوكي
فريدريك كوكي (بالإنجليزية: Frederick Cooke)‏ هو سياسي أسترالي، ولد في 1 فبراير 1897م في أستراليا، وتوفي في 17 يوليو 1965م في أستراليا. حزبياً، نشط في الحزب الوطني الأسترالي. وقد انتخب عضواً في الجمعية التشريعية نيو ساوث ويلز.